# 美国奶油马
美国奶油马是一种至今在美国本土存在的稀有马种。它们以独特的奶油色（或称“金香槟色”，由香槟色基因作用于板栗色基因）和琥珀色眼睛著称。除了奶油色，这种马中唯一出现的其他颜色是板栗色。 
美国奶油马起源于20世纪早期的爱荷华州，最初繁育的奶油色母马被称为“老奶奶马”。大萧条时期，这个品种的生存受到威胁，但一些繁育者努力改进其颜色和品种，并于1944年建立了一个品种登记处。20世纪中叶，随着农业机械化的发展，美国奶油马的数量减少，登记处也停止了活动。直到1982年，登记处重新活跃起来，种群数量开始缓慢增长。然而，这一品种的数量仍然被畜牧保护协会和马类生存信托视为至关重要。 

## 特点
美国奶油马有着精致的头部，面部轮廓平坦,凹凸不平。它们胸部宽阔，肩膀倾斜，背部短而结实，肋骨支撑良好，身材矮小，后躯肌肉发达，腿部结实匀称。它们步伐稳健，蹄子结实，动作轻松自由。马迷们认为这种马性情平静、乐于助人，尤其适合那些刚刚接触过驮马的新手。母马的手长15-16英寸(60-64英寸，152-163厘米) ，重1500-1600磅(680-730公斤) ，而种马和阉马的手长16-16.3英寸(64-67英寸，163-170厘米) ，重1800磅(820公斤)或更多。
理想的美国奶油马品种应具备中等奶油色的被毛、粉红色的皮肤、琥珀色的眼睛以及白色的鬃毛和尾巴。该品种所特有的奶油色是由香槟基因产生的。辨认美国奶油马的特征包括淡色、中色和深色的奶油色被毛，以及琥珀色或淡褐色的眼睛。一匹深色皮肤、浅色鬃毛和尾巴的奶油色母马可以被登记为繁殖母马，而公马必须有粉红色的皮肤和白色鬃毛及尾巴才能被登记。如果纯种美国奶油色小马驹因颜色太深而不能被主要的品种登记处接受，则可以在附录登记处登记。如果符合某些要求，附录登记处也将接受与其他马杂交的混血奶油色杂交马。登记处提供了一个升级系统，并使用被列于附录中的马来强化基因库，增加繁殖数量，以允许更多样的血统。

### 颜色遗传学
香槟色基因产生稀释的颜色，而金香槟色的身体颜色、浅色的皮肤、浅色的眼睛，以及象牙色的鬃毛和尾巴则是美国奶油马与栗色马杂交的结果。成年马的皮肤呈粉红色，并有大量深色雀斑或斑点，眼睛呈淡褐色或琥珀色。香槟色的小马驹出生时眼睛是蓝色的，随着年龄的增长，眼睛会逐渐变黑。小马驹的皮肤则是亮粉色的。品种登记处将小马驹的眼睛描述为“近乎白色”，这种特性与香槟色小马驹蓝色眼睛的特点一致。香槟色小马驹的蓝色眼睛通常比其他类型蓝色小马驹的眼睛显得更具奶油色调。

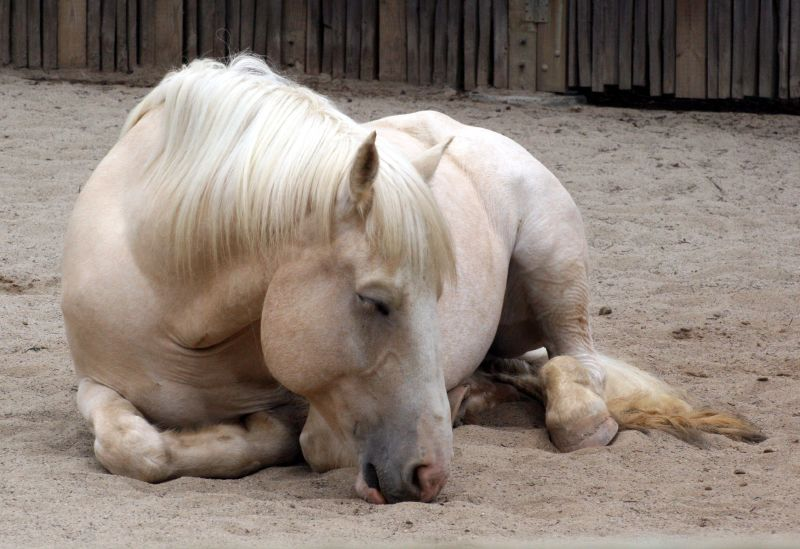
在这匹安静的马的皮肤上有雀斑

香槟色是一种基于SLC36A1基因突变的显性特征。2008年，SLC36A1基因的定位被公布，美国奶油马以及相关杂交品种也在研究之列。这项研究的作者指出，很难区分纯合子和杂合子动物，从而区分香槟色和奶油色等不完全显性稀释基因。然而，他们注意到纯合子可能比杂合子有更少的斑点或稍浅的毛发颜色。虽然眼睛的颜色保持不变，但坊间报道指出了轻微的差别，例如较浅的雀斑、皮肤和毛发。
深色皮肤的美国奶油马实际上是栗色，因为这个品种并不是香槟基因的纯合子，只需要一个等位基因即可产生理想的颜色。香槟色基因稀释了任何基本的被毛颜色，在美国奶油马的图案中，基本的遗传基础颜色是栗色。到2003年为止，尽管饲养者们将这种理想的颜色称为“奶油”，但科学家们仍未发现这个品种携带奶油色基因。虽然美国奶油马的金色毛色和白色鬃毛及尾巴与帕洛米诺马相似，但它们从来不是cremello（奶油色）或白色的。

### 表皮溶解水疱症
与其他几种牵引马一样，美国奶油马也面临着表皮溶解水疱症这一常染色体隐性遗传疾病的风险。

### 大结节表皮松解
显性染色体隐性遗传病交界性表皮溶解水疱症(JEB)已在一些美国奶油色马中发现。这是一种致命的遗传疾病，会导致新生小马驹失去大面积的皮肤和其他异常，通常会导致动物的人道减毁。它通常与比利时马联系在一起，但也在其他驮马品种中发现。2002年开发了一种DNA 检测方法，只要两个载体不相互繁殖，就可以避免乙肝的发生。美国奶油注册机构声称，自从发现JEB 以来，它“一直积极主动地对注册的动物进行检测”。

## 品种历史

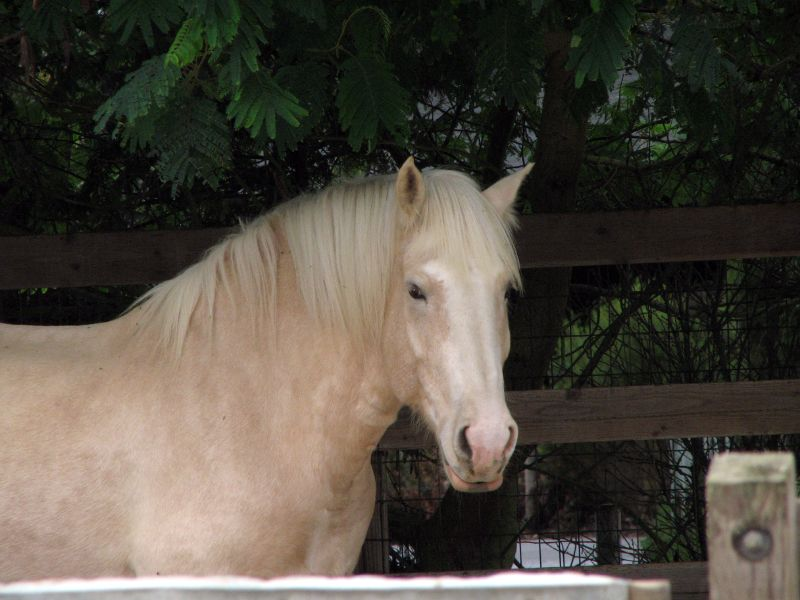
美国奶油色马的头和肩膀

美国奶油马是唯一在美国发展的图案马品种，至今仍然存在。这个品种源于一匹名叫“老奶奶”的母马。它可能在1900年至1905年之间出生，1911年在爱荷华州斯托里县的一次拍卖会上首次被注意到，并被著名的股票交易商哈里·拉金（Harry Lakin）买下。她最终被卖给了爱荷华州朱厄尔的纳尔逊兄弟农场。“老奶奶”的血统不为人所知，但她是奶油色的，她的许多小马驹也是如此。因为它们的独特颜色，所以它们的价格高于平均水平。她米色的皮毛、粉红色的皮肤和琥珀色的眼睛是这个品种的标准。如今这种颜色被称为金香槟色。1946年，也就是马匹品种登记处成立两年后，98% 的注册马匹可以追溯到老奶奶。
1920年，老奶奶养的一匹名叫纳尔逊的巴克2号的小马令兽医埃里克·克里斯蒂安印象深刻，以至于克里斯蒂安要求纳尔逊一家不要阉割他。他们同意让他继续保留种马的身份，他繁殖了几匹乳白色的小马驹，但只有一匹注册了： 一匹名叫杨西3号的小马驹，它的母马是佩尔什繁殖的一匹黑色母马。杨希是诺克斯的第一个后代，生于1926年，是一匹未登记的夏尔混血海马。1931年，纳尔逊公鹿的一只玄孙诞生了，他的名字叫做9号银色蕾丝。银色蕾丝成为了美国奶油色马品种中最有影响力的种马之一。他的母马是一匹浅栗色的比利时母马，银色蕾丝的体型由她遗传——他的体重为2230磅（1010公斤），远超大多数血统马匹。银色蕾丝很快在爱荷华州成为受欢迎的种马。然而，由于爱荷华州公共种马服务站要求种马必须在爱荷华州农业部注册，而该机构只承认品种马，银色蕾丝未能获得正式登记。因此，他的所有者创建了一个繁殖辛迪加，并购买了“银色蕾丝马公司”的股份，以便为银色蕾丝繁殖母马。尽管如此，银色蕾丝的主要繁育生涯正逢大萧条时期的经济困境，曾一度被藏在邻居家的谷仓里，以防在拍卖会上被出售。另一个重要的基金会成员是Ead的队长，他的血统大约出现在三分之一的美国奶油色马中。
大约在1935年，尽管经济大萧条，一些饲养者开始通过血统繁殖和近亲繁殖奶油色的马，以确定它们的颜色和种类。特别是，C.T.赖尔森开始购买由银色蕾丝所饲养的奶油色母马，并认真致力于开发美国奶油品种。1944年，由20个饲养者组成的美国奶油协会在爱荷华州获得了公司特许状。1950年，根据1948年国家种马注册委员会的建议，爱荷华州农业部终于认可了这个品种。
20世纪中叶，农业机械化导致了马匹总体负重数量的减少，随着1957年里尔森的去世，美国奶油草稿马的数量开始下降。到20世纪50年代末，只有41家育种者拥有200匹仍然存活的注册奶油色马。直到1982年，登记处才停止运作，当时有三个家庭保留了他们的牲畜，重新恢复了登记，并重新安排了登记。1994年，该组织正式更名为美国奶油色马征兵协会(ACDHA)。

### 1990年代至今
1982年，马主开始对他们的马进行血型测定。到1990年，基因测试发现，“与其他品种相比，基于基因标记数据，奶油色马在其他马中形成了一个独特的群体。”人们发现，美国奶油色马与比利时马的基因关系并不比它与Percheron 犬、萨福克马和哈夫林格马的基因关系更近。20世纪早期的登记记录显示，除了征兵繁殖以外，没有其他血统。2000年有222匹注册马，到2004年增加到350匹。其中，40匹是“追踪马”——要么是不符合颜色要求的纯种美国奶油色马，要么是混合美国奶油色马和其他新鲜血液的杂交马，但仍然符合注册表的身体要求。这些跟踪马是允许某些规定被用作繁殖，与由此产生的小马驹能够注册为纯种美国奶油色马。每年大约有30匹新马注册。畜牧保护协会认为该品种处于“关键”地位，这意味着该品种的全球估计数量不到2000只，而美国每年的注册数量不到200只。马类生存信托基金也认为种群是“关键的”，这意味着目前存在着100至300头活跃的成年母马。为了补充胎儿的数量，美国胎儿和胚胎发育协会制定了规定，允许通过人工授精和胚胎移植等方法生产的小马驹进行注册。仔细使用附录登记册也可以增加数量。
生活在殖民地威廉斯堡的美国奶油色马被称为“美国最著名的奶油色征兵马”。在村子里，马车和马车都要用到它们。截至2006年，在殖民地威廉斯堡公司开展了一项繁殖计划，致力于增加此马的繁殖数量。